# Stazione di Macerata Fontescodella
Stazione di Macerata Fontescodella vasútállomás Olaszországban, Marche régióban, Macerata településen.

## Vasútvonalak
Az állomást az alábbi vasútvonalak érintik:
- Civitanova-Fabriano-vasútvonal

## Kapcsolódó állomások
A vasútállomáshoz az alábbi állomások vannak a legközelebb: 
- Stazione di Macerata
- Stazione di Urbisaglia-Sforzacosta